# Ignasi Puig
Ignasi Puig i Simon (Manresa, 1887 – Barcelona, 1961) fue un químico y astrónomo español. Miembro de la Compañía de Jesús desde 1903. Infatigable publicista y divulgador científico.
Fue profesor del Instituto Químico de Sarrià desde 1921 hasta 1924. En 1925 fue nombrado subdirector del Observatorio del Ebro en Roquetas; en 1930 la Santa Sede le confió la creación de un observatorio en Adís Abeba, misión que finalmente se suspendió debido a la situación política de Etiopía. En 1935 fundó el observatorio de física cósmica de San Miguel, cerca de Buenos Aires, que dirigió hasta 1944. Ese mismo año regresó a Cataluña, donde dirigió durante diecisiete años la revista Ibérica.
Además de un gran número de conferencias pronunciadas y editadas en América del Sur, es autor de diversas obras de texto:
- Vademécum del químico (1924), de divulgación,
- Astronomía popular (1934),
- La pluralidad de los mundos habitados (1941),
- Materia y energía... (1942),
- Gran formulario industrial - Ed. Sopena Argentina - (Novísimo recetario que contiene miles de fórmulas y secretos de fabricación para iniciarse en cualquier industria...) 1165 páginas. 1.ª. ed. 1946 - 2.ª. ed. 1947,
- La energía nuclear (1954),
- Los satélites rusos y americanos (1958).

- Datos: Q5682110